# Santas
Santas was een god uit de Luwische en Hettitische mythologie, die vaak in verband werd gezien met de Moedergodin Kubaba. Soms werd naar hem verwezen als "Koning".
In bepaalde mythen komt Santas voor als de Babylonische god Marduk. In het pantheon van de Griekse mythologie werd hij geassimileerd als de god Sandon. Hij werd later samen met Telepinu en Sarama gehelleniseerd tot Dionysos.